# Устюнер, Сердар
Сердар Устюнер (тур. Serdar Üstüner; род. 1 марта 1983) — турецкий боксёр, представитель средних весовых категорий. Выступал за сборную Турции по боксу в первой половине 2000-х годов, победитель и призёр многих турниров международного значения, участник летних Олимпийских игр в Афинах.

## Биография
Сердар Устюнер родился 1 марта 1983 года. Проходил подготовку в спортивном клубе «Бешикташ» в Стамбуле.
Впервые заявил о себе на международной арене в сезоне 2001 года, когда вошёл в состав турецкой национальной сборной и выступил на чемпионате Европы среди юниоров в Сараево, где дошёл до четвертьфинала первой средней весовой категории, проиграв россиянину Матвею Коробову.
В 2002 году перешёл на взрослый уровень, стал серебряным призёром домашнего международного турнира «Ахмет Джёнерт» в Стамбуле, пропустив вперёд только представителя Югославии Геарда Аетовича, побывал на Мемориале Странджи в Пловдиве.
В 2003 году поднялся в средний вес, одержал победу на чемпионате Европейского Союза в Страсбурге, получил бронзу на международном турнире Green Hill в Пакистане, проиграв в полуфинале венгру Карою Балжаи, и на Кубке Анвара Чоудри в Баку, где его победил российский боксёр Андрей Гоголев. Боксировал на чемпионате мира в Бангкоке, где уже на предварительном этапе был остановлен представителем Украины Олегом Машкиным.
На чемпионате Европы 2004 года в Пуле в 1/8 финала проиграл немцу Лукашу Вилашеку. Занял второе место на европейской олимпийской квалификации в Гётеборге и благодаря этому достижению удостоился права защищать честь страны на летних Олимпийских играх в Афинах. Однако уже в стартовом поединке категории до 75 кг со счётом 16:34 потерпел поражение от узбека Шерзода Абдурахмонова и сразу же выбыл из борьбы за медали. Также в этом сезоне стал чемпионом Турции в полутяжёлой весовой категории.